# 17945 Хавасс
17945 Хавасс (17945 Hawass) — астероїд головного поясу, відкритий 14 травня 1999 року.
Тіссеранів параметр щодо Юпітера — 3,420.